# Serghei Ignașevici
Serghei Nikolaevici Ignașevici (în rusă Сергей Николаевич Игнашевич; n. 14 iulie 1979, Moscova, RSFS Rusă, URSS) este un antrenor de fotbal profesionist rus și un fost jucător care a jucat ca fundaș central.
Și-a început cariera la Torpedo Moscova, trecând prin academia clubului înainte de a se muta pentru scurt timp la academia clubui Spartak Moscova și apoi a început cariera sa profesională cu Spartak Orehovo-Zuevo.
A jucat pentru Lokomotiv Moscova și ȚSKA Moscova în cariera sa și a câștigat titluri din Prima Ligă Rusă pentru ambele cluburi, precum și Finala Cupei UEFA 2005 cu ȚSKA. Ignașevici este adesea considerat unul dintre cei mai înalți apărători din Prima Ligă Rusă, în timp ce joacă alături de fundași internaționali ruși și frații gemeni Aleksei și Vasili Berezuțki.
A debutat la nivel internațional pentru Rusia în 2002 și a fost selectat în echipele lor pentru două Campionate Europene și două Campionate Mondiale de Fotbal, ajutându-i în semifinalele Euro 2008, câștigând cea de-a 100-a sa selecție la Campionatul Mondial de Fotbal 2014 și o parte din echipa gazdă a ajuns în sferturile de finală ale Campionatului Mondial de Fotbal 2018. La 8 septembrie 2015, a făcut cea de-a 110-a apariție internațională și a devenit cel mai capat jucător din istoria echipei rusești, depășind-o pe Viktor Onopko. La 17 noiembrie 2015, și-a făcut cea de-a 114-a apariție, făcându-l cel mai capat jucător rus pentru orice echipă națională (din nou, depășind Onopko care a jucat 4 jocuri suplimentare pentru CSI).
La 2 aprilie 2017, el a jucat al 457-lea meci în Prima Ligă Rusă, stabilind un nou record pentru majoritatea jocurilor jucate în competiție și depășindu-l pe precedentul recorder Serghei Semak. În prezent, el deține recordul pentru cele mai multe jocuri jucate în primul nivel rus, cu 489.